# Błotniszka czosnkówka
Błotniszka czosnkówka (Suillia lurida) – gatunek muchówki z rodziny błotniszkowatych.
Gatunek ten opisany został w 1830 roku przez Johanna Wilhelma Meigena jako Helomyza lurida.
Muchówka o ciele długości od 5 do 8 mm. Jej czułki mają aristy porośnięte włoskami o długości większej niż szerokość jej nabrzmiałej nasady aristy. Tułów jej cechują bardzo drobno owłosione dolne części propleurów oraz nagie pteropleury, mezopleury i dolna strona tarczki. Skrzydła odznaczają się przyciemnionymi żyłkami poprzecznymi i wierzchołkami żyłek podłużnych.
Owad znany z Niemiec, Szwajcarii, Austrii, Polski, Litwy, Czech, Słowacji, Węgier, Ukrainy, Rumunii, europejskiej części Rosji i Kaukazu. Zasięg pionowy dochodzi do 3000 m n.p.m.. W części krajów, w tym w Polsce muchówka ta notowana jest okresowo jako szkodnik upraw cebuli zwyczajnej i czosnku pospolitego. 